# Latobriges
|  | No s'ha de confondre amb Latòbics. |

Els latobriges (en llatí: Latobrigi) van ser un poble que alguns fan celta i altres germànic (però més probablement eren celtes). L'any 58 aC quan els helvecis van decidir d'abandonar el seu país, van convèncer als latobriges juntament amb als ràuracs (rauraci) i els tulinges (tulingi), que eren els seus veïns, que emigressin amb ells cap a la Gàl·lia. Van cremar les seves cases, les seves ciutats i pobles per unir-se a aquella emigració. Els latobriges eren uns 14.000 i els tulinges uns 36.000.
Se situa aquest poble a la regió de Donaueschingen, on els rius Brigach i Bregge s'uneixen al Danubi. Els tulinges vivien a les comarques de Tiengen i Stühlingen a Baden-Württemberg.